# Fusuconcharium
Fusuconcharium es un género de lobópodos conocido únicamente por sus placas dorsales biomineralizadas, que se parecen un poco a las de Microdictyon.